# Rosta herrgård
Rosta herrgård låg strax väster om Örebro, invid Svartån. Den revs när nya Risbergska skolan uppfördes, omkring 1970. Före 1937 låg herrgården inom Längbro landskommun.
Herrgårdsbyggnaden av timmer i två våningar uppfördes 1795. Byggnaden inrymde 18 rum. Ursprungligen fanns två flyglar som revs tidigare än själva herrgården.
Rosta var på 1500-talet en frälsegård, som utarrenderades till landbönder. Den äldste kände ägaren var Karl Holgersson Gera (död 1566). Hertig Karl övertog gården på 1590-talet, och den blev underställd en av kungsladugårdarna tillhörande Örebro slott. År 1626 köptes gården av Lars Olofsson Bohm, överborgmästare i Örebro. Efter ett antal ägarskiften indrogs Rosta till Kronan och kavalleristaten. Under 1700-talet kom den åter i privat ägo. Den siste private ägaren var överste Gösta Mårtenson, far till Jan Mårtenson. År 1963 förvärvade Örebro stad egendomen. Ägandelängden finns närmare beskriven i nedanstående källa.

## Rosta gård

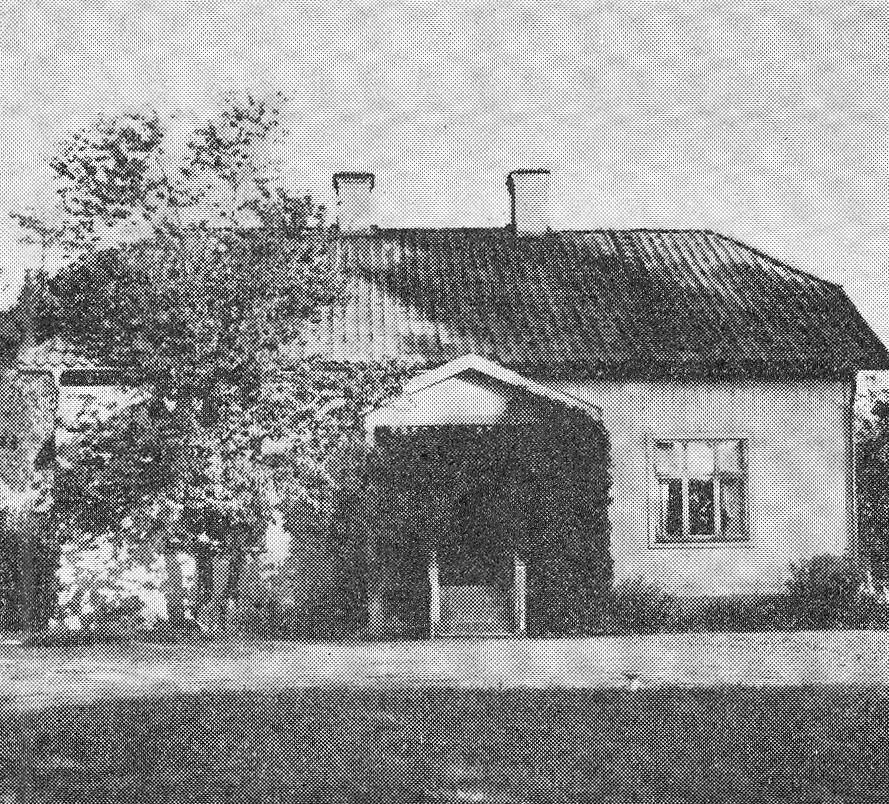
Rosta gård på 1940-talet.

År 1917 uppdelades Rosta på två enheter, dels Rosta herrgård, bestående av den gamla huvudbyggnaden, samt en del av parken, dels Rosta gård, som omfattade större delen av åkermarken. Rosta gård hade en egen, mindre, huvudbyggnad som uppfördes under åren 1923-25. Byggnationen fullbordades av riksdagsman Ivar Pettersson. Huset låg nordöst om herrgården, och hade anslutning till Karlslundsgatan via en allé. Även Rosta gård är nu riven. Från Rosta gård avstyckades, innan staden tog över egendomen, Rosta egnahem och Älvtomta egnahem. Rostas gärden ingår idag i stadsbebyggelsen.